# Khold
Khold — норвежская блэк-метал-группа, образованная в Осло в 2000 году после распада группы Tulus. Группа играет среднетемповый и в некоторой степени «традиционный» блэк-метал и имеет в своем послужном списке совместные туры с такими командами, как Behemoth и Satyricon.

## История[2]
Khold был основан в Осло, Норвегия, в 2000 году силами двух музыкантов: Sarke (ударные) и Gard (вокал, гитара), покинувших группу Tulus. Их желанием было создать «настоящую группу», с устоявшимся полным составом и возможностью выступать вживую. Две вакансии закрыли приглашенные музыканты: Rinn (гитара) и Eikind (бас). После записи демо, в конце 2000 года, Khold заключили контракт с лейблом Moonfog.
Первый альбом группы, Masterpiss of Pain, вышел в 2001 году и был описан критиками как «свежая струя на блэк-метал сцене». В том же году Khold проводят тур по Европе в поддержку своего альбома.
Второй альбом группы, Phantom, вышел в 2002 году на том же лейбле. Так как у группы не стало басиста после прошлогоднего ухода из команды Eikind’а, для сессионной работы над альбомом был приглашен бывший басист группы Tulus Sir Graanug. В работе над парой концертов помогает Brandr, пока к группе в том же году позднее не присоединяется Grimd.
В том же году Khold провели объединенный Nordic tour с Satyricon.
В конце 2003 года команда записывает свой третий альбом, Mørke gravers kammer, а также снимает клип на песню «Død». Альбом вышел в 2004 на лейбле Candlelight Records. В следующем году команда организует ещё один тур по Норвегии.
Альбомы Phantom и Mørke gravers kammer были номинированы на Alarm Award в 2002 и 2003 годах соответственно.
В 2005 группа записывает четвёртый альбом, Krek, который выходит 10 октября на лейбле Tabu Records.
В 2006 году команда объявляет о паузе на неопределенное время. Музыканты обосновали её необходимостью «подумать». Gard и Sarke продолжили работу в Tulus, Rinn основал студию для записи и продюсирования групп, а также продолжил работу в проекте Sensa Anima.
Khold вернулись к жизни в 2008 году с новым альбомом Hundre År Gammal, увидевшим свет 9 июля.
После возвращения на сцену на фестивале Wacken Open Air в 2011 году группа отыгрывает по паре фестивалей каждый год.
В 2014 команда выпускает новый высоко оцененный критиками альбом Til Endes и продолжает участвовать в фестивалях в Европе и США.

## Стиль

### Стиль лирики
Барабанщик Sarke описывал лирику группы следующим образом:
«Наша лирика в большой степени о смерти и обо всем, что её окружает. Всё как всегда: болезни, сумасшедшие, древние верования и тому подобное. Лирику нам пишет Hildr и она отлично справляется. Причина, по которой наши тексты на норвежском, в том, что он лучше вписывается в наш формат и больше вдохновляет на создание холодной и мрачной музыки».
Что касается часто присутствующего в блэк-метале религиозного аспекта, Sarke отметил:
«Мы не следуем в русле христианства или чего-то ещё, мы пишем собственные истории. Мы, разумеется, можем использовать в них имя Господа или Сатаны. И если используем, то только как часть этой истории. Я не могу понять, почему люди до сих пор верят в это дерьмо».

### Стиль музыки
Khold играет музыку в сыром и примитивном стиле, используя только гитары, бас и барабаны, сочетая в себе блэк метал и грув одновременно. Лирика написана на старонорвежском для усиления концептуальности песен. Некоторые критики описывают их музыку как «блэк-н-ролл».

## Дискография
- Masterpiss of Pain (2001)
- Phantom (2002)
- Mørke gravers kammer (2004)
- Krek (2005)
- Hundre år gammal (2008)
- Til Endes (2014)
- Svartsyn (2022)
- Du Dømmes Til Død (2024)

## Участники
- Gard
- Crowbel
- Rinn
- Sarke

### Текущий состав
- Gard — вокал, гитара
- Rinn — гитара
- Crowbel — бас (с 2013)
- Sarke — ударные
- Hildr — тексты песен

### Бывшие участники
- Eikind — бас (2000—2002)
- Brandr — бас (пара концертов в 2002)
- Sir Graanug — бас на альбоме Phantom
- Grimd — бас-гитара с 2002 по 2012